# Mount Conness
Der Mount Conness ist ein 3839 m hoher Berg in der Sierra Nevada im Bundesstaat Kalifornien der Vereinigten Staaten. Er liegt auf der Grenze zwischen Mono County und dem Tuolumne County und gilt als höchster Berg der Sierra Nevada nördlich des Tioga Pass.
Der Berg ist nach dem US-amerikanischen Politiker John Conness benannt. Die fast vertikale Südwestwand ist von vielen Stellen der California State Route  120 (Tioga Pass) zu sehen und ist bei Kletterern beliebt. Westlich des Gipfels erstreckt sich der Yosemite-Nationalpark, östlich liegt die Hoover Wilderness. An seiner Nordseite liegt der Conness-Gletscher, der zweitgrößte Gletscher im Yosemite-Nationalpark nach dem Gletscher am Mount Lyell. Westlich liegt der Roosevelt Lake und verläuft der Conness Creek, im Osten liegt der Saddlebag Lake. 
Gipfel in der Umgebung sind der Sheep Peak und der North Peak im Norden, der White Mountain im Süden und der Ragged Peak im Südwesten. Die Dominanz beträgt 11,27 km, der Berg ist also die höchste Erhebung im Umkreis von 11,27 km. Er wird überragt von dem südöstlich liegenden Mount Dana.